# Tuscarora (contea di Bradford, Pennsylvania)
Tuscarora  è una township degli Stati Uniti d'America, nella contea di Bradford nello Stato della Pennsylvania. Secondo il censimento del 2000 la popolazione è di 1.072 abitanti.

## Società

### Evoluzione demografica
La composizione etnica vede una maggioranza di quella bianca (99,07%), seguita dagli asiatici (0,19%) dati del 2000.
| township di Tuscarora Popolazione |       |
| 2000                              | 1.072 |
| Stima al 2009                     | 1.062 |